# Callyna contracta
Callyna contracta là một loài bướm đêm trong họ Noctuidae.